# Gwyn Staley 400 1970
Gwyn Staley 400 1970 var ett stockcarlopp ingående i  Nascar Grand National Series (nuvarande Nascar Cup Series) som kördes 18 april 1970 på den 0,625 mile (1,005 km) långa ovalbanan North Wilkesboro Speedway i North Wilkesboro, North Carolina. Totalt avverkades 250 miles (402,336 km) fördelat på 400 varv. Banunderlaget var asfalt. Loppet vanns av Richard Petty i en Plymouth på tiden 2:38.41 körande för Petty Enterprises. Pettys snitthastighet var 94,246 mph. Han var vid målgång ensam förare på ledarvarvet, ett varv före tvåan Bobby Isaac. Det var Pettys 104:e vinst av totalt 200 i karriären. Prispotten uppgick till 35 780 dollar, varvid 6 025 dollar gick till segraren.
Loppet är uppkallat efter stockcarföraren Gwyn Staley som förolyckades på Atlantic Rural Fairgrounds (nuvarande Richmond Raceway) 23 mars 1958 i ett lopp ingående i Nascar Convertible Division.

## Resultat
| Plc     | Nr | Förare           | Team/ bilägare              | Konstruktör | Start | Varv | Ledda varv |
| ------- | -- | ---------------- | --------------------------- | ----------- | ----- | ---- | ---------- |
| 1       | 43 | Richard Petty    | Petty Enterprises           | Plymouth    | 16    | 400  | 349        |
| 2       | 71 | Bobby Isaac      | Nord Krauskopf              | Dodge       | 1     | 399  | 51         |
| 3       | 98 | LeeRoy Yarbrough | Junior Johnson & Associates | Ford        | 3     | 399  | 0          |
| 4       | 48 | James Hylton     | Hylton Engineering          | Ford        | 4     | 396  | 0          |
| 5       | 32 | Dick Brooks      | Brooks Racing               | Plymouth    | 6     | 394  | 0          |
| 6       | 22 | Bobby Allison    | Hylton Engineering          | Plymouth    | 17    | 388  | 0          |
| 7       | 45 | Bill Seifert     | Seifert Racing              | Ford        | 7     | 379  | 0          |
| 8       | 64 | Elmo Langley     | Langley-Woodfield Racing    | Ford        | 12    | 379  | 0          |
| 9       | 24 | Cecil Gordon     | Gordon Racing               | Ford        | 9     | 377  | 0          |
| 10      | 54 | Bill Dennis      | Bill Dennis                 | Chevrolet   | 11    | 374  | 0          |
| 11      | 37 | Don Tarr         | Don Tarr                    | Dodge       | 19    | 374  | 0          |
| 12      | 51 | Dub Simpson      | Strong Racing               | Chevrolet   | 13    | 374  | 0          |
| 13      | 79 | Frank Warren     | Warren Racing               | Plymouth    | 22    | 371  | 0          |
| 14      | 10 | Bill Champion    | Champion Racing             | Ford        | 21    | 370  | 0          |
| 15      | 39 | Friday Hassler   | James Hanley                | Chevrolet   | 20    | 366  | 0          |
| 16      | 47 | Raymond Williams | Seifert Racing              | Ford        | 28    | 362  | 0          |
| 17      | 62 | Ron Keselowski   | K-Automotive Motorsports    | Dodge       | 30    | 347  | 0          |
| 18      | 4  | Neil Castles     | John Sears                  | Dodge       | 24    | 345  | 0          |
| 19      | 19 | Henley Gray      | Gray Racing                 | Ford        | 14    | 313  | 0          |
| 20      | 30 | Dave Marcis      | Marcis Auto Racing          | Dodge       | 5     | 295  | 0          |
| 21      | 25 | Jabe Thomas      | Robertson Racing            | Plymouth    | 8     | 295  | 0          |
| 22      | 27 | Donnie Allison   | Matthews Racing             | Ford        | 2     | 236  | 0          |
| 23      | 04 | Ken Meisenhelder | Ken Meisenhelder            | Chevrolet   | 27    | 235  | 0          |
| 24      | 34 | Wendell Scott    | Scott Racing                | Ford        | 15    | 234  | 0          |
| 25      | 57 | Johnny Halford   | Ervin Pruitt                | Dodge       | 25    | 217  | 0          |
| 26      | 8  | Ed Negre         | Negre Racing                | Ford        | 29    | 95   | 0          |
| 27      | 5  | Larry Manning    | Arrington Racing            | Dodge       | 23    | 83   | 0          |
| 28      | 72 | Benny Parsons    | DeWitt Racing               | Ford        | 18    | 48   | 0          |
| 29      | 76 | Ben Arnold       | Arnold Racing               | Ford        | 26    | 36   | 0          |
| 30      | 49 | G.C. Spencer     | GC Spencer Racing           | Plymouth    | 10    | 32   | 0          |
| Källor: |    |                  |                             |             |       |      |            |